# Albert de L'Espée
Pour les articles homonymes, voir De L'Espée.
Le baron Albert de L'Espée, né à Metz le 17 septembre 1852 et mort à Antibes le 4 janvier 1918, est un mondain dilettante français.

## Biographie
Albert de L'Espée est le fils d'Édouard de L'Espée (1820-1855), officier de cavalerie, et de son épouse, née Marie-Joséphine de Gargan (1828-1892), elle-même fille de Théodore de Gargan et de Marguerite de Wendel, et l'un des héritiers de la famille de Wendel. Sa sœur épousa Maurice de Poulpiquet du Halgouët. 
Le baron est un personnage qui a étonné ses contemporains[Qui ?] par son originalité et sa démesure[Quoi ?]. Misanthrope et immensément riche[Combien ?], il développa une passion inconsidérée pour l’orgue qui le poussa à se retrancher dans la solitude de ses nombreuses propriétés dispersées à travers la France. En avance sur son temps, il dote ses somptueuses bâtisses d’équipements les plus modernes pour son époque et d’orgues monumentaux.
Il se maria le 9 mai 1883 à Metz avec Delphine de Bongars, dont il eut un fils.
Il fut l'amant de la chanteuse lyrique Biana Duhamel (1870-1910) que Vuillard a représentée dans le rôle-titre de l'opérette Miss Heylett, où elle apportait « la fleur de ses vingt ans, une voix modeste mais un abattage exceptionnel », qui après sa création aux Bouffes-Parisiens le 12 novembre 1890, connut 400 représentations.
Divorcée en août 1916, Delphine de Bongars se remariera en décembre 1917 avec François Caze de Caumont.
Mort à l'âge de 65 ans à Juan-les-Pins, il est inhumé au cimetière d'Hayange.
Le fait qu’il n’existait jusqu’à présent aucune photographie de ce personnage ajoutait encore à sa légende ; mais en 2019, une unique photographie a été découverte.

## Ses villas

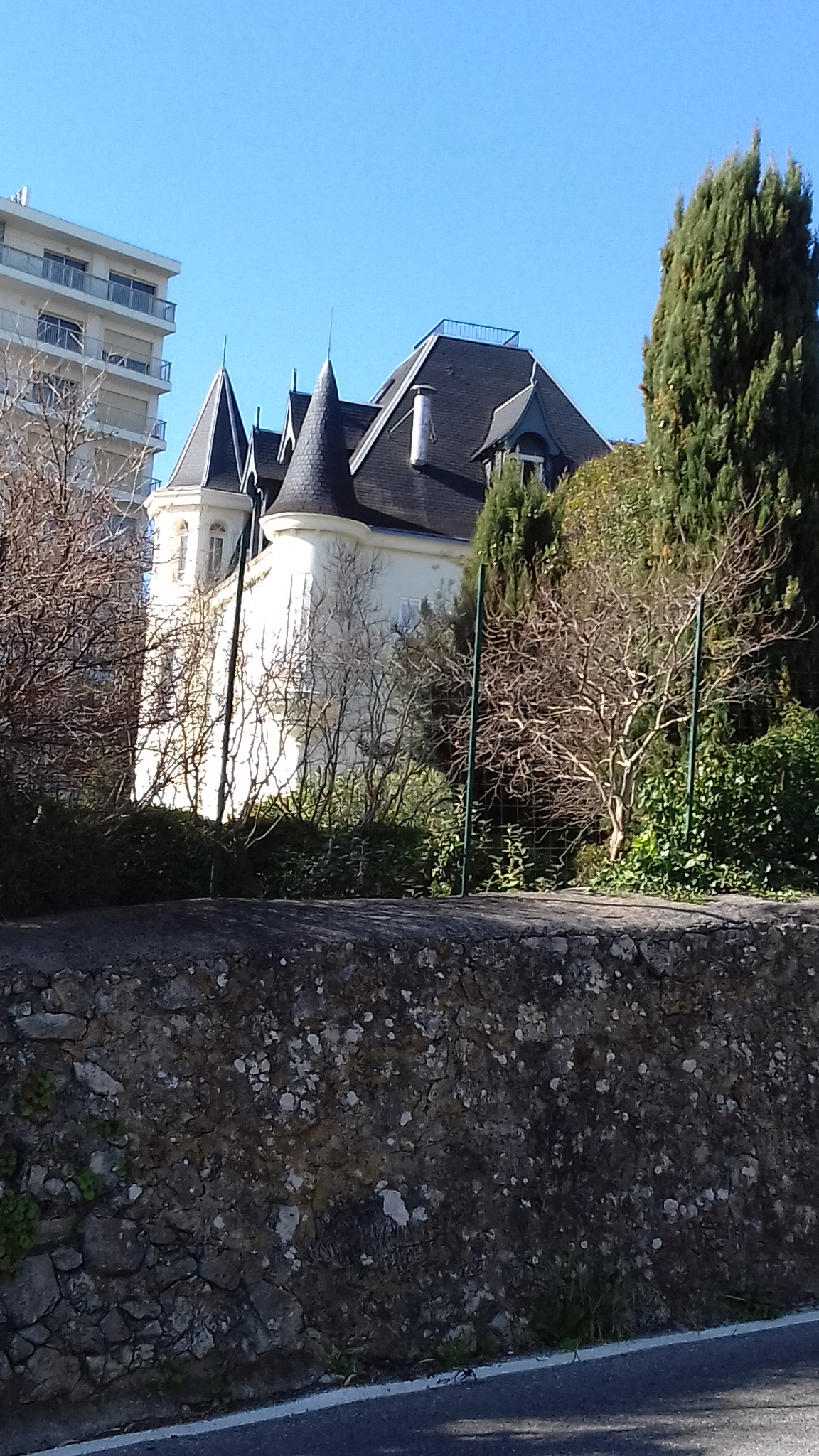
Château de l'Espée à Antibes.

### Château de l'Espée àAntibes
Ce château fut construit vers la fin du Second Empire. Il était entouré d'un somptueux parc de 3 ha où croissaient des essences rares, dont neuf espèces de palmiers et un cyprès géant. Le château passa ensuite entre les mains de la famille des champagnes Pol Roger.

### Chalet de Séguret auxAdrets-de-l'Estérel
Dans les années 1880, ce personnage original a fait construire sa maison de maître sur ce qui est maintenant le domaine de Séguret et dont il ne reste que quelques ruines (43°32'00.3"N 6°49'22.9"E).
Il était bon chasseur, grand ami des chiens et fervent défenseur de la propreté, mais à un point complètement excessif.
En effet, le chenil était entièrement carrelé et charpenté de chêne, et il ne faisait donner à ses chiens que de la viande fraîche, des œufs frais pour les chiots, ou de deux jours maximum pour les plus âgés.
Il refusait de boire l’eau de la source des Adrets, et envoyait chercher l’eau à Théoule. Mais ses employés, le plus souvent, s’arrêtaient au pont de l’Esterel, où coule une très belle source, passaient la journée tranquillement et revenaient le soir leurs tonneaux pleins.
Le baron avait déjà plusieurs demeures : à Quiberon, dans le Jura et à Saint-Vallier. Quand il était absent, il écrivait à ses employés, leur dictant ses ordres pour la maison et ses chiens.
Très maniaque, il faisait nettoyer le matelas de son lit avec de l’alcool de menthe, assainissait les pièces avec du camphre, et ne tolérait pas que son linge soit lavé avec une autre eau que celle de Théoule.
Il voyageait par chemin de fer, emportant avec lui son lit, son linge bien emballé, son pétrin pour faire son pain, et toute sa vaisselle. Il grillait lui-même son café, et avait sa propre vache pour le lait frais, vache à laquelle il avait construit son cabanon personnel.

### Villa sur une falaise de Belle-Île-en-Mer
Il construit une immense villa, rachetée en 1925 par monseigneur Ernest Petit, archiprêtre de la paroisse Saint-Joseph de Nancy. Ce dernier en fait une maison de vacances dont le rapport alimentera les œuvres de sa paroisse jusqu'en 1939. Ravagée par un incendie après la mort de son propriétaire, cette maison sera rachetée par le comité d'entreprise de la SNCF de Nancy ; rasée elle sera remplacée vers 1947 par un bâtiment moderne qui abrite une colonie de vacances.
Comme dans ses autres somptueuses villas, le baron de L'Espée avait fait installer un orgue qu’il avait fait fabriquer spécialement par le facteur d'orgues Cavaillé-Coll. L’orgue est peut-être celui qui a été installé lors de la reconstruction en 1900 de l’église de Palais à Belle-Île après son incendie, orgue sur lequel Thierry Escaich est venu improviser en 1999 un duo héroïque avec le violon de Michel Laléouse.

### Villa à Bidart dans lePays basque

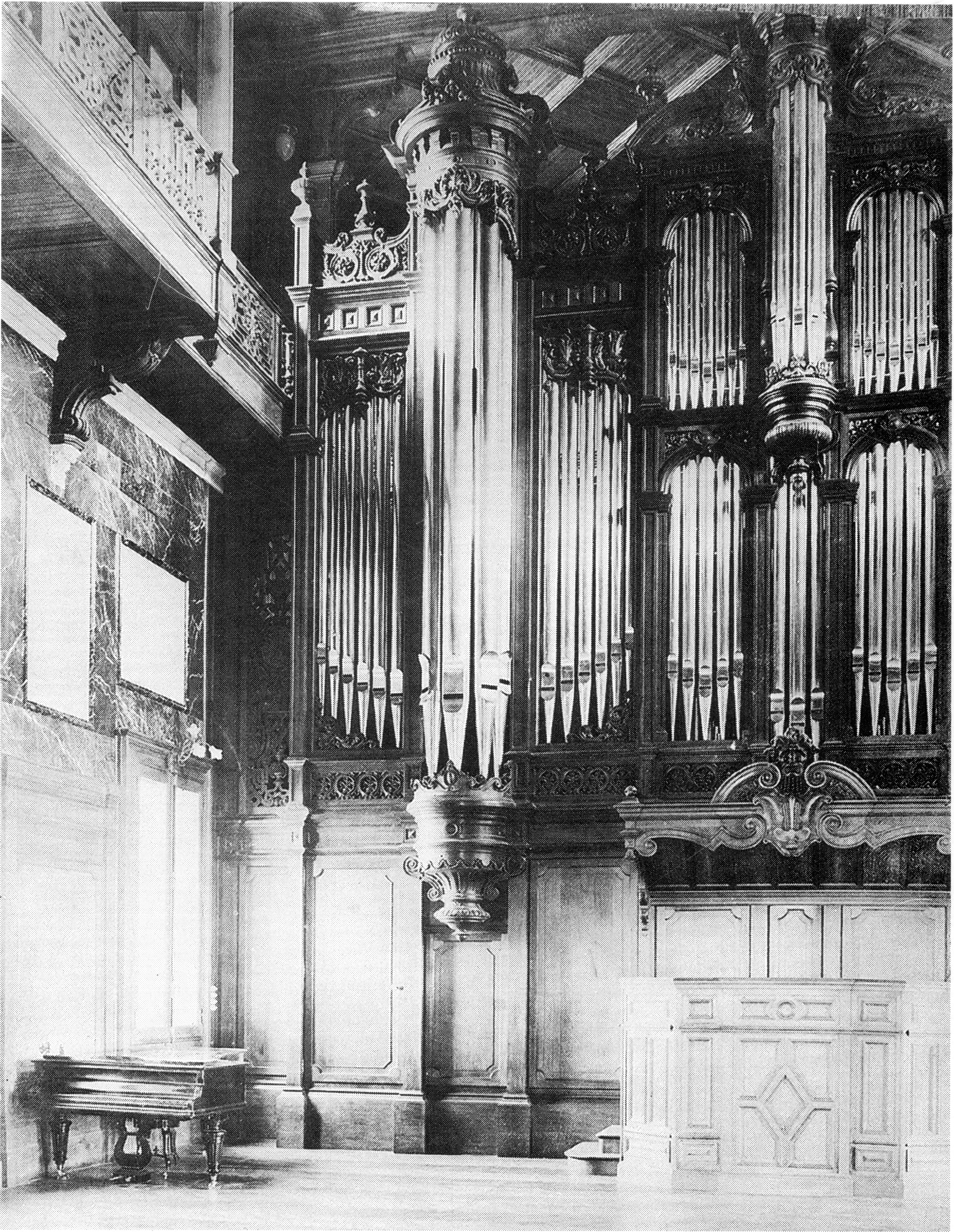
L'orgue du château d'Ilbarritz (Cavaillé-Coll, 1898).

Sa frénésie de construction atteindra la démesure avec le délirant château d’Ilbarritz, bâti autour d’un orgue Cavaillé-Coll digne d'une cathédrale, l'un des plus grands construits par le célèbre facteur et qui finira plus tard par être installé comme orgue principal de la Basilique du Sacré-Cœur de Montmartre.